# Chaplin har ingen Nerver
Chaplin har ingen Nerver er en amerikansk stumfilm fra 1914 af Charles Chaplin.

## Medvirkende
- Charles Chaplin som Mr. Wow-Woe
- Mabel Normand som Mabel
- Chester Conklin som Mr. Walrus
- Mack Swain som Ambrose
- Phyllis Allen